# 솔리터리 맨
《솔리터리 맨》(영어: Solitary Man)은 미국에서 제작된 브라이언 코플먼, 데이비드 레비언 감독의 2009년 코미디 드라마 영화이다. 마이클 더글러스 등이 출연하였고, 하이디 조 마클 등이 제작에 참여하였다.

## 출연진
- 마이클 더글러스
- 메리루이즈 파커
- 제나 피셔
- 이머전 푸츠
- 수전 서랜던
- 대니 더비토
- 제시 아이젠버그
- 벤 솅크먼
- 데이비드 코스터빌
- 리처드 시프
- 브루스 올트먼
- 올리비아 설비
- 아서 J. 내스커렐라
- 레니 베니토
- 더글러스 맥그래스
- 길리언 제이컵스
- 애너스타지아 그리피스
- 애덤 팰리

## 기타 제작진
- 공동 제작: 재러드 골드먼
- 배역: 에이비 코프먼
- 미술: 로버트 피어슨
- 미술 효과: 리지나 그레이브스
- 소품팀: 더그 허스티
- 의상: 제니 게링, 엘런 미로지닉